# یواس‌اس کنه (ای‌اوآر-۱۱۰)
یواس‌اس کنه (ای‌اوآر-۱۱۰) (به انگلیسی: USS Conecuh (AOR-110)) یک کشتی بود که طول آن ۵۸۴ فوت (۱۷۸ متر) بود. این کشتی در سال ۱۹۳۸ ساخته شد.